# Halil Berktay
Halil Berktay (* 27. August 1947 in Izmir) ist ein türkischer Historiker und Professor an der Sabancı-Universität in Istanbul sowie Kolumnist der türkischen Tageszeitung Taraf. Er war für zwei Jahrzehnte bekennender Maoist und ist einer der wenigen türkischen Experten, die sich offen mit dem Völkermord an den Armeniern auseinandersetzen.

## Leben
Halil Berktay wurde in eine intellektuelle türkische Vertriebenenfamilie aus Kreta hineingeboren. Sein Vater Erdogan Berktay war Mitglied der Kommunistischen Partei der Türkei von 1920. Nachdem Halil Berktay 1964 das Robert College erfolgreich absolviert hatte, studierte er Wirtschaftswissenschaften an der Yale University und erhielt dort 1968 den Bachelor of Arts und 1969 den Master of Arts. Dort gründete er die Organisation Students for a Democratic Society mit. Seinen Ph.D. erhielt er 1990 an der Birmingham University. Von 1969 bis 1971 sowie von 1978 bis 1983 arbeitete er als Lektor an der Universität Ankara.
Zwischen 1992 und 1997 lehrte er an der Technischen Universität des Nahen Ostens (ODTÜ) und an der Bosporus-Universität. Er hatte 1997 einen Lehrauftrag an der Harvard-Universität und lehrte an der Sabancı-Universität, bevor er 2006 nach Harvard zurückkehrte.
Berktays Forschungsgebiete sind die Geschichte und Geschichtsschreibung des türkischen Nationalismus im 20. Jahrhundert. Dabei schrieb er über den Aufbau des kollektiven Gedächtnisses der Türkei.
Im September 2005 hielten Berktay und andere Geschichtswissenschaftler, darunter Murat Belge, Edhem Eldem und Selim Deringil, eine akademische Konferenz über den Zerfall des Osmanischen Reiches ab.

Berktay deckte auf, dass die türkische Regierung Beweise und Dokumente über den Völkermord an den Armeniern in den Türkischen Archiven vernichtete. Demnach wurde die Säuberung vor allem „durch Muharrem Nuri Birgi durchgeführt, den ehemaligen türkischen Botschafter in London und der NATO sowie Generalsekretär des türkischen Außenministeriums.“ Berktay bestätigt auch, „dass zum Zeitpunkt, als er die Archive verglich, Nuri Birgi sich regelmäßig mit einem gemeinsamen Freund traf und in Bezug auf die Armenier gestand: ‘Wir haben sie wirklich abgeschlachtet.’“

„Warum bilden wir nicht zu dieser Idee erneut eine Kommission? Die türkische Regierung benennt zehn türkische Historiker sowie nimmt noch fünf armenische oder fünf aus der armenischen Diaspora stammende Historiker dazu. Und die armenische Regierung benennt ebenfalls zehn armenische sowie fünf türkische oder aus der türkischen Diaspora stammende Historiker. Dann sind es insgesamt dreißig Historiker, die sich gemeinsam noch zehn internationale Historiker dazu holen, die weder Türken noch Armenier sind. Dann hätten wir in diesem Fall jetzt einen echten Dialog.“

## Werke (Auswahl)
- Kabileden Feodalizme, Kaynak Yayınları, 1983
- Cumhuriyet İdeolojisi ve Fuad Köprülü, Kaynak Yayınları, 1983
- Bir Dönem Kapanırken, Pencere Yayınları, 1991
- New Approaches to State and Peasant in Ottoman History (eds. Halil Berktay and Suraiya Faroqhi), ISBN 0-7146-3468-9